# TEENS' MUSIC FESTIVAL
TEENS' MUSIC FESTIVAL（ティーンズ・ミュージック・フェスティバル）は、財団法人ヤマハ音楽振興会、ニッポン放送、ヤマハ株式会社主催、全国ラジオネットワーク加盟各放送局後援により、過去開催された音楽のコンテストである。
毎年延べにして6000組以上の10代のアマチュア音楽家が参加するコンテストとして知られる。青少年の健全なる音楽文化の発展に寄与することを目指した。

## 概要
数多くのミュージシャンを輩出した音楽コンテスト「ヤマハポピュラーソングコンテスト」（ポプコン）の主旨を一部引き継ぐかたちで開始。
1980年代半ばから、いわゆる第二次バンドブームが巻き起こり、ニッポン放送の音楽番組『ぽっぷん王国』においても、アマチュアバンドの楽曲を紹介するコーナーを設けた。参加資格は10代であること。音楽のジャンルや形式は問わない。オリジナル楽曲、コピー演奏、弾き語りも受け付けた。その後「楽器演奏は出来ないが歌唱のみで参加したい」との要望に応え、カラオケの他、アカペラや合唱まで幅広く受け入れる姿勢を見せた。
コーナー開設当初は日に2曲程度の紹介であったが、「音楽を自由に楽しむ」というコンセプトに賛同した若者たちから送られてくるカセットテープの数が膨大になり、コーナー枠を拡大し番組スポンサーであるヤマハ音楽振興会とニッポン放送が主催となる音楽コンテストの開催が決定。併せてコーナー名も「アマチュア音楽紹介コーナー」から「TEENS' MUSIC FESTIVAL」へ変更した。
「TEENS' MUSIC FESTIVAL」本選は、第7回大会まで参加者及び観客が集まりやすい夏休み期間中に開催日を設け、4月頃から全国各ブロックに分けて地区大会を行い、各予選会の模様や受賞者の楽曲を番組で紹介した。
第1回は1987年（昭和62年）8月5日に中野サンプラザホールで行われた。司会は「ぽっぷん王国」でパーソナリティを務める上柳昌彦、同番組にゲスト出演回数も多く、上柳と親交の深いTM NETWORKのギタリスト・木根尚登が務めた。
2000年（平成12年）より、NRN各局で放送されていたラジオ番組『TEENS' MUSIC WAVE』と連動。同番組をネットしていた16都道府県の基幹都市で地区予選を行い、地区大会の上位入賞者が東京で行われる全国コンクールに進出。更に、このコンクールで上位入賞すればヤマハの「ティーンズレーベル」でインディーズ・デビューする権利が与えられるというものだった。
2006年（平成18年）、大会が20周年を迎えるに当たり一旦区切りとし、2007年（平成19年）にMusic Revolutionへとコンクールの機能を委譲させた。

## 出場経験のある主なアーティスト
- aiko
- 蒼井翔太[注釈 4]
- 阿部真央
- 絢香
- アンチノブナガ
- ircle
- 伊藤サチコ
- INO hidefumi
- 岩崎愛
- 岩瀬敬吾[注釈 5]
- Violent is Savanna
- 岡平健治[注釈 5]
- 小澤ちひろ[注釈 6]
- 0930
- 奥華子
- 我那覇美奈
- KAB.
- 喜矢武豊[注釈 7]
- 鬼龍院翔[注釈 7]
- Kiroro
- 暮部拓哉
- CORE OF SOUL
- こしじまとしこ
- GO!GO!7188
- 咲人
- サザーランド
- the PeteBest
- the youth
- 椎名林檎
- cinema staff
- ジン
- SUPER BEAVER
- 世田谷ボーイズ
- 高田梢枝
- TAKUYA
- 橘いずみ
- 田渕ひさ子
- たむらぱん
- DIRTY OLD MEN
- CHARCOAL FILTER
- 手嶌葵
- 中川晃教
- 中田ヤスタカ
- 中村中
- NICO Touches the Walls
- 野田愛実
- HUNGRY DAYS
- BUMP OF CHICKEN
- 久松史奈
- ヒナタカコ
- hiro:n
- ピンクリボン軍
- ピース
- BLUE ENCOUNT
- まきちゃんぐ
- 柳田久美子
- UNISON SQUARE GARDEN
- 代田幸子
- ryo
- Little Baby
- 森翼
- スマイリー園田

## 歴代司会者・ゲスト
太字は担当当時、ニッポン放送アナウンサー（現職・元職含む）
| 回 | 開催日         | 司会                             | ゲスト                   | 会場                       |
| -- | -------------- | -------------------------------- | ------------------------ | -------------------------- |
| 1  | 1987年8月5日   | 上柳昌彦、木根尚登（TM NETWORK） | 子供ばんど、森川美穂     | 中野サンプラザホール       |
| 2  | 1988年8月5日   | 上柳昌彦、羽田一郎               | UNICORN                  | 中野サンプラザホール       |
| 3  | 1989年8月3日   | 上柳昌彦、羽田一郎               | 筋肉少女帯               | 中野サンプラザホール       |
| 4  | 1990年8月8日   | 内海ゆたお、川村かおり           | BAKU                     | 中野サンプラザホール       |
| 5  | 1991年7月25日  | 伊集院光                         | 川村かおり               | 中野サンプラザホール       |
| 6  | 1992年8月4日   | 伊集院光                         | 平松愛理                 | 中野サンプラザホール       |
| 7  | 1993年8月5日   | 伊集院光                         | 久松史奈、access         | 中野サンプラザホール       |
| 8  | 1994年5月5日   | 荘口彰久、千葉麗子               | 東野純直                 | 渋谷公会堂                 |
| 9  | 1995年5月14日  | 荘口彰久、穴井夕子               | 谷口宗一                 | 渋谷公会堂                 |
| 10 | 1996年5月5日   | 荘口彰久、桜井秀俊               | 浅倉大介、T.M.Revolution | 中野サンプラザホール       |
| 11 | 1997年11月23日 | 井手功二、LF COOL K（垣花正）    | 谷口崇、山崎まさよし     | 渋谷公会堂                 |
| 12 | 1998年11月29日 | 井手功二、LF COOL K（垣花正）    | CURIO                    | 渋谷公会堂                 |
| 13 | 1999年11月14日 | 荘口彰久                         | D-SHADE                  | 中野サンプラザホール       |
| 14 | 2000年11月26日 | 吉田尚記                         | hiro:n、GO!GO!7188       | Zepp Tokyo                 |
| 15 | 2001年11月18日 | 吉田尚記                         | 0930                     | 東京国際フォーラム ホールB |
| 16 | 2002年11月24日 | 吉田尚記                         | GO! GO! 7188             | 渋谷公会堂                 |
| 17 | 2003年11月24日 | 吉田尚記                         | CORE OF SOUL             | 渋谷公会堂                 |
| 18 | 2004年11月21日 | 吉田尚記                         | HUNGRY DAYS              | 渋谷公会堂                 |
| 19 | 2005年11月27日 | 吉田尚記                         | －                       | SHIBUYA-AX                 |
| 20 | 2006年11月26日 | 吉田尚記                         | 中村中、SHOWTA.          | 渋谷C.C.Lemonホール        |

## 主催
- 財団法人ヤマハ音楽振興会[注釈 8][注釈 9]（1987年 - 2006年）
- ニッポン放送（1987年 - 2006年）
- ヤマハ株式会社（1992年 - 2006年）

## 後援
- 文部省（1987年 - 2000年） → 文部科学省（2001年 - 2006年）
- 全国高等学校文化連盟（1998年 - 2006年）
- 在本邦シンガポール共和国大使館（1996年）

## 事業後援
- ヤマハ株式会社（1988年 - 1991年）

## 協賛
- ハウス食品（1987年 - 1990年）
- ヤマハ発動機（1987年 - 2006年）
- TREND・Y（1989年）
- カルビー（1991年 - 1996年）
- 日本マクドナルド（1995年 - 1998年）
- コカ・コーラボトラーズジャパン（1998年）
- ヤマハミュージックメディア（1998年 - 2006年）
- ロッテ（1999年 - 2006年）
- Uniform Circus BEAMS（1999年 - 2006年）
- 三井住友海上火災保険（2006年）

## 協力
- 日本楽器製造株式会社（1987年）
- 集英社（1987年 - 2006年）
- 日本航空（1998年 - 2006年）